# Prostaglandin H2
Prostaglandin H2 je tip prostaglandina izveden iz arahidonske kiseline. On je prekurzor mnogih drugih biološki značajnih molekula.
Na njega deluje:
- Prostaciklin sintaza da formira prostaciklin
- Tromboksan-A sintaza da formira tromboksan A2
- Prostaglandin D2 sintaza do formira prostaglandin D2
- Prostaglandin E sintaza do formira prostaglandin E2

## Literatura
- David L. Nelson; Michael M. Cox (2005). Principles of Biochemistry (IV изд.). New York: W. H. Freeman. ISBN 0-7167-4339-6.
- Donald Voet; Judith G. Voet (2005). Biochemistry (3 изд.). Wiley. ISBN 9780471193500.